# Epiphragma infractum
Epiphragma infractum là một loài ruồi trong họ Limoniidae. Chúng phân bố ở miền Australasia.